# Tassinère
Tassinère est un village côtier du Sénégal situé à 30 kilomètres au sud de la ville de Saint-Louis, sur la Grande-Côte, dans le Gandiol. Il fait partie de la communauté rurale de Ndiébène Gandiole, dans l'arrondissement de Rao, le département de Saint-Louis et la région de Saint-Louis.
Lors du dernier recensement (2002), la localité comptait 1 105 habitants et 129 ménages.

## Description
Le village de Tassinère fait partie des villages les plus proches de la réserve de Guembeul et du Parc national de la Langue de Barbarie qui se situent dans la zone du Gandiolais.
La zone du Gandiolais s’étend à partir du bois des amoureux à l’entrée de la ville de Saint-Louis jusqu’à l’embouchure du fleuve Sénégal. Elle couvre deux des aires protégées du Sénégal : réserve spéciale de faune de Guembeul dans son intégralité et le parc national de la langue de barbarie dans sa majeure partie.

## Ressources
Le village de Gandiol  est une localité paradisiaque avec des dunes qui rendent le secteur favorable au maraîchage.
Les ressources naturelles et animales peuplent l'environnement écologique. On y rencontre plusieurs types de végétations en fonction de la salinité des sols. 
L'embouchure du fleuve Sénégal représente le premier trésor de ces populations laissées à elles-mêmes. Le fait qu’elle longe la rive gauche du fleuve face au parc de la Langue de Barbarie lui a procuré la chance d’être toujours un territoire réputé pour ses salines et son vin de palme. 
Les habitants de cette bourgade, cultivent l’arachide et depuis peu les oignons, élément culinaire de base de notre pays. Cependant, en fonction de la nature pédologique des sols, on note une certaine spécialisation, dans toute la région l‘oignon et le chou restent les principales productions.
Les villages du Gandiolais sont majoritairement dominés par des ethnies wolofs (avec plus de 65 % de la population), peuls (25 %) et maures (10 %).
Aujourd'hui la plupart de ces villages sont équipés de châteaux d’eau mais n’ont pas d’électricité.